# Jedediah Berry
Pour les articles homonymes, voir Berry (homonymie).
Œuvres principales
- Manuel à l'usage des apprentis détectives

Jedediah Berry, né le 27 avril 1977 à Randolph dans le Vermont, est un écrivain américain, auteur de roman policier et de fantasy.

## Biographie
Jedediah Berry fait des études au Bard College puis à l'université du Massachusetts à Amherst où il obtient un diplôme MFA Program for Poets & Writers (en). Il a travaillé comme rédacteur en chef chez Small Beer Press (en).
En 2009, il publie son premier roman, Manuel à l'usage des apprentis détectives (The Manual of Detection) avec lequel il est lauréat du prix Hammett 2009 et du Crawford Award (en) 2010.

## Œuvre

### Roman
- Manuel à l'usage des apprentis détectives, Denoël, coll. « Et d'ailleurs », 2010 ((en) The Manual of Detection, 2009), trad. Philippe Rouard, 400 p.  (ISBN 978-2-207-26106-4)
- Le Chant des noms, Hachette, coll. « Le Rayon Imaginaire », 2025 ((en) The Naming Song, 2024), trad. Jonathan Baillehache, 624 p.  (ISBN 978-2-01-789610-4)

### Romans courts
- (en) A Window or a Small Box, 2013
- (en) The Family Arcana, 2015

## Prix et distinctions

### Prix
- Prix Hammett 2009 pour Manuel à l'usage des apprentis détectives[1]
- Crawford Award (en) 2010 pour The Manual of Detection[2]

### Nominations
- Prix Locus de la meilleure nouvelle courte 2007 pour To Measure the Earth
- Prix Locus du meilleur premier roman 2010 pour The Manual of Detection[3]
- Prix Locus de la meilleure nouvelle longue 2014 pour A Window or a Small Box[4]